# Gare de Lindeberg
La gare de Lindeberg est une gare ferroviaire norvégienne de la Hovedbanen, située dans le village de Lindeberg, sur le territoire de la commune de Sørum dans le comté d'Akershus.

## Situation ferroviaire
Établie à 153 mètres d'altitude, la gare de Lindeberg est située au point kilométrique (PK) 32,28 de la Hovedbanen, entre la gare ouverte de Frogner et la halte ferroviaire aujourd'hui fermée d'Arteid,.

## Histoire
Une première halte ferroviaire, située au même (PK) et nommée Nybrøtt avait été mise en place le 20 janvier 1932. Cette halte ferme le jour de l'ouverture de la gare de Linneberg, le 15 février 1944.
Linneberg devient Lindeberg au mois de mai 1944. L'automatisation de la gare se fait dans les années 60 et en mars 1969 la gare n'a plus de personnel.
Avec la construction de la Gardermobanen et le passage de la ligne à Lindeberg, la gare est réaménagée en 1998.
Fin octobre 2006, la gare est victime d'un incendie et le bâtiment en bois est détruit.

## Service des voyageurs

### Accueil
La gare possède un parking de 33 places, un parking à vélo et des aubettes mais n'a pas d'automates pour l'achat de titres de transport ni de salle d'attente.

### Desserte
La halte est desservie par la ligne locale L 13 (Drammen-Oslo-Dal).

### Intermodalité
Un arrêt de bus se situe à proximité de la gare.